# Ludwik Baba
Ludwik Baba (jap. ルイス馬場 Ruisu Baba; Ludovicus Baba, ur. ?, zm. 25 sierpnia 1624 w Shimabara) − błogosławiony Kościoła katolickiego, męczennik, ofiara prześladowań antykatolickich w Japonii, japoński tercjarz z zakonu franciszkanów.

## Życiorys
Data urodzenia Ludwika Baby nie jest znana, wiadomo że pochodził z chrześcijańskiej rodziny. Odbył podróż do Hiszpanii i Rzymu z Ludwikiem Sasadą. W drodze powrotnej z Europy przebywał w Manili. Po okresie wzmożonej działalności misyjnej Kościoła katolickiego, gdy w 1613 roku siogun Hidetada Tokugawa wydał dekret, na mocy którego zakazano praktykowania i nauki religii, a pod groźbą utraty życia wszyscy misjonarze mieli opuścić Japonię, rozpoczęły się trwające kilka dziesięcioleci krwawe prześladowania chrześcijan. Grupa, do której należał Ludwik Baba, padła ofiarą nienawiści skierowanej przeciw wierze katolickiej i tym, którzy nie podporządkowali się dekretowi Hidetady Tokugawy. Aresztowano go w Nagasaki wraz z ojcem Ludwikiem Sotelo i Ludwikiem Sasadą, gdy powracał do ojczyzny. Zamknięci byli w więzieniu na terenie miasta Ōmura i tam Ludwik Baba przyjęty został do zakonu franciszkanów jako tercjarz. 24 sierpnia wydano wyrok śmierci, który wykonano następnego dnia w Shimabarze. Na wolnym ogniu stosów spalono trzech misjonarzy: Michała Carvalho SJ, Piotra Vázqueza OP, Ludwika Sotelo OFM i dwóch japońskich franciszkanów Ludwika Sasadę oraz tercjarza Ludwika Babę.
7 lipca 1867 roku papież Pius IX beatyfikował Alfonsa z Navarrete i 204 towarzyszy, zabitymi za wyznawanie wiary w krajach misyjnych, wśród których był Ludwik Baba. Śmierć męczenników upamiętnia obelisk wystawiony w Ōmurze.
Dies natalis jest dniem, kiedy w Kościele katolickim obchodzone jest wspomnienie liturgiczne błogosławionego.